# 9629 Servet
9629 Servet eller 1993 PU7 är en asteroid i huvudbältet som upptäcktes den 15 augusti 1993 av den belgiske astronomen Eric W. Elst vid CERGA-observatoriet i Nice. Den är uppkallad efter spanjoren Miguel Serveto.